# Мирослав Паровић
Мирослав Паровић (Зрењанин, 14. јул 1984) је српски политичар и председник председништва Народног слободарског покрета, кандидат на изборима за председника Србије 2017, на којима осваја 0.3% гласова и последње место.

## Биографија
Рођен је 14. јула 1984. године у Зрењанину, од родитеља пољопривредника.
Основну школу завршио је у месту Јаша Томић, а средњу електротехничку школу „Никола Тесла“ у Зрењанину.
На Факултету техничких наука у Новом Саду завршио је електротехнику као један од најбољих студената генерације (просек оцена 9,82) и стекао звање: дипломирани инжењер - мастер електротехнике и мастер рачунарства.
Након претходног вишегодишњег активизма као студента, и у Српском сабору Двери, те у Покрету за живот Србије - Двери чији је био један од идеолошких твораца и носилац изборне листе у Новом Саду на изборима 2012. Био је оснивач политичке организације Трећа Србија која је 17. децембра 2016. одлуком органа партије Архивирано на веб-сајту  (13. март 2017) прерасла у Народни слободарски покрет.
Активан на друштвеној сцени, говорио је на више стотина трибина, скупова, протеста, телевизијских и радио-емисија.
Први је политичар из Србије који је на највишем нивоу примљен у Влади Крима и управи Града Севастопоља у децембру месецу 2014. Током 2014. године званично је примљен у Европском парламенту од стране посланика Националног фронта, Жан лук Шафхаузера. Председавао и идејно осмислио велику међународну конференцију "Нова Европа", 17.10.2014. године, на којој су учесници из водећих држава Европе разговарали о могућности успостављања осовине Париз-Берлин-Москва-Београд као начина да се Европа отргне од доминације НАТО пакта. Одржава сталне контакте са слободарским и суверенистичким партијама Европе, а пре свега онима из Француске, Русије, Немачке и Аустрије.
Са поносом истиче своју иницијативу и учешће у подизању споменика Стефану Немањи у Бања Луци.
У периоду од 2012–2016. у Скупштини града Новог Сада био је саветник градоначелника Новог Сада за енергетику испред своје партије.
Радио је на бројним инжењерским пројектима и писао стручне и научне радове у области електроенергетике, обновљивих извора енергије и енергетске ефикасности. Као дете паора посебно се интересује за развој концепта одрживог села у 21. веку, сматрајући да Србија мора да производи здраву храну, чисту енергију и нове технологије.
Од његове 24. године уз друштвени активизам, све време се бавио и послом електро-инжењера, и тренутно је запослен у струци у систему Електропривреде Србије.
Како истиче, поносан је на свог претка Благоја Паровића, труди се да својим животом прокламује концепт активног родољубља. Политички узор му је Деспот Стефан Лазаревић, а омиљени епски лик Бановић Страхиња.
Живи у Новом Саду. Ожењен је Снежаном и има ћерку Ленку и сина Немању.